# 総社郵便局
総社郵便局（そうじゃゆうびんきょく）
- 岡山県総社市にある郵便局。本記事にて記述する。
- 群馬県前橋市にある郵便局。局番号は04082。

総社郵便局（そうじゃゆうびんきょく）は、岡山県総社市にある郵便局。民営化前の分類では集配普通郵便局であった。

## 概要
住所：〒719-1199 岡山県総社市総社1-1-45

### 出張所（局外ATM）
民営化前は以下の場所に出張所としてATMを設置していた。現在も同じ場所にATMがあるが、管理はゆうちょ銀行広島支店となっている。
- 天満屋ハピータウンリブ総社店内出張所

## 沿革
- 1874年（明治7年）12月16日 - 八田部（やたべ）郵便取扱所として開設[1]。
- 1875年（明治8年）1月1日 - 八田部郵便局（五等）となる。同年10月、総社郵便局に改称。
- 1882年（明治15年） - 為替・貯金取扱を開始。
- 1897年（明治30年）4月1日 - 総社郵便電信局となる。
- 1903年（明治36年）4月1日 - 通信官署官制の施行に伴い総社郵便局となる。
- 1954年（昭和27年）2月1日 - 特定郵便局から普通郵便局へ局種別改定[2]。同日、電気通信業務を、新設の総社電報電話に移管[3]。
- 1956年（昭和31年）10月1日 - 電話通話および和文電報受付事務の取扱を開始。
- 1957年（昭和32年）2月 - 新局舎落成。
- 1984年（昭和59年）2月 - 現在地に局舎を新設し、総社1-14-1から移転。
- 1987年（昭和62年）10月26日 - 豪渓郵便局から集配業務の全部を、ならびに川辺郵便局（〒710-11[4]→〒710-13→〒710-1313）から集配業務の一部[5]を移管。
- 1996年（平成8年）7月1日 - 外国通貨の両替および旅行小切手の売買に関する業務取扱を開始。
- 2007年（平成19年）10月1日 - 民営化に伴い、併設された郵便事業総社支店に一部業務を移管。
- 2012年（平成24年）10月1日 - 日本郵便株式会社の発足に伴い、郵便事業総社支店を総社郵便局に統合。

## 取扱内容
- 郵便、印紙、ゆうパック、内容証明
- 貯金、為替、振替、振込、国際送金、国債、投資信託
- 生命保険、バイク自賠責保険、自動車保険
- ゆうちょ銀行ATM
- 総社市内の一部地域（〒719-11xx）の集配業務
- ゆうゆう窓口

## 周辺
- 国道180号
- 総社市役所
- 総社市民会館
- 備中国総社宮
- 岡山県立総社高等学校
- 天満屋ハピータウンリブ総社店

## アクセス
- JR吉備線（桃太郎線） 東総社駅から徒歩約10分
- JR伯備線・吉備線、井原鉄道井原線 総社駅から徒歩約13分
- 中鉄バス 市役所前停留所、もしくは栄町停留所下車
- 岡山自動車道 岡山総社ICから南西へ約5.5km
- 駐車場あり：20台